# Joanna Osińska
Joanna Osińska, dawniej: Joanna Osińska-Falkiewicz (ur. 10 marca 1968) – polska dziennikarka i prezenterka telewizyjna, związana z Telewizją Polską w latach 1991–2016, i od 2024.

## Życiorys
Jest absolwentką filologii polskiej na Uniwersytecie Szczecińskim. Ukończyła także studia podyplomowe na tej uczelni w zakresie psychologii w zarządzaniu, a także przygotowywania projektów unijnych w Zachodniopomorskiej Szkole Biznesu oraz w kierunku bankowości centralnej i polityki pieniężnej organizowane przez Narodowy Bank Polski i Polską Akademię Nauk. Ukończyła także kurs dziennikarski BBC.
Pracowała w szczecińskim oddziale TVP od 1991. Była prezenterką programu informacyjnego TVP Szczecin Kronika, cyklu Gość Trójki oraz Gość Dnia, od marca 2002 do listopada 2006 występowała przed kamerami w Kurierze TVP3 i w Kurierze Biznes. Prowadziła też Biznes TVP Info. Od czerwca 2011 prowadziła Serwis Info oraz dwa programy publicystyczne „Minęła dwudziesta” i „Debata Trójstronna” w TVP Info. Od 11 stycznia 2014 do 10 sierpnia 2014 prowadziła program „Równo-ważni” w TVP Info. W styczniu 2016 roku zakończyła współpracę z TVP.
W styczniu 2024 powróciła do TVP3 Szczecin obejmując funkcję dyrektora stacji.
Niegdyś prowadziła weekendowy program TVP3 Szczecin – Trójka Domowa oraz na ogólnopolskiej antenie Telekurier nocą. Często przeprowadzała relacje z imprez Wielkiej Orkiestry Świątecznej Pomocy, odbywających się w Szczecinie. Autorka cyklu programów Tajemnice lasu. Pisuje felietony i reportaże dla miesięcznika „Prestiż”.
Wystąpiła w roli spikerki w filmie Młode wilki 1/2.

## Nagrody i odznaczenia
- 1999 i 2001 – pierwsze miejsce w Przeglądzie i Konkursie Twórczości Telewizyjnej Ośrodków Regionalnych TVP (PIK-4 i PIK-6) w kategorii „najlepszy prezenter prowadzący regionalny program informacyjny”[5]
- 2006 – nagroda im. Adama Loreta w kategorii „media” w konkursie ogłaszanym przez Dyrektora Generalnego Lasów Państwowych[6]
- 2009 – pierwsza nagroda oraz statuetka św. Huberta w kategorii telewizja w konkursie „Rok myśliwca” organizowanym przez Polski Związek Łowiecki[7].